# CXCL1
CXCL1（C-X-C motif chemokine ligand 1）は、CXCケモカインファミリーに属する低分子量タンパク質である。いくつかの免疫系細胞（特に好中球）やその他の非造血系細胞を損傷部位や感染部位へ誘引する化学誘引物質として作用し、免疫応答や炎症応答の調節に重要な役割を果たす。以前はGRO1 oncogene、GROα、NAP-3（neutrophil-activating protein 3）、MGSA-α（melanoma growth stimulating activity, alpha）といった名称で呼ばれていた。CXCL1は、BALB/c-3T3マウス胎児線維芽細胞に対するPDGF刺激によって誘導される遺伝子のcDNAライブラリから初めてクローニングされ、ニトロセルロースコロニーハイブリダイゼーションアッセイ時の位置から"KC"と命名された。この記号は"keratinocytes-derived chemokine"の頭文字をとったものと誤解されていることがある。ラットのCXCL1は、NRK-52E細胞へのIL-1β、LPS刺激によって産生される、好中球を誘引するサイトカイン（cytokine-induced neutrophil chemoattractant, CINC）の特性解析よって報告された。ヒトでは、このタンパク質はCXCL1遺伝子にコードされており、この遺伝子は他のCXCケモカインの遺伝子と共に4番染色体に位置している。

## 構造と発現
CXCL1は単量体と二量体の双方として存在し、どちらの形態でもケモカイン受容体CXCR2に結合することができる。しかしながら、CXCL1は高濃度（μM濃度）でのみ二量体化するのに対し、正常な条件下でのCXCL1の濃度はnMもしくはpMレベルである。このことは野生型CXCL1は単量体として存在している可能性が高く、二量体型のCXCL1は感染時または損傷時にのみ存在することを意味している。CXCL1の単量体は3本の逆平行βストランドとC末端のαヘリックスから構成され、このαヘリックスと最初のβストランドが二量体型構造の形成に関与している。
正常な条件下ではCXCL1は恒常的には発現しておらず、マクロファージ、好中球などの免疫細胞や上皮細胞、そしてTh17細胞によって産生される。その発現はIL-1やTNF-α、そしてTh17細胞自身によって産生されるIL-17によっても間接的に誘導される。発現は主に炎症に関与するNF-κBまたはC/EBPβシグナル伝達経路の活性化によって主に開始され、その他の炎症性サイトカインの産生が引き起こされる。

## 機能
CXCL1はIL-8（CXCL8）と同様の役割を果たしている可能性がある。受容体であるCXCR2への結合後、CXCL1はPI3Kγ/Akt、ERK1/ERK2などのMAPキナーゼ、PLCβシグナル伝達経路を活性化する。CXCL1は炎症応答時に高レベルで発現し、炎症過程に寄与する。CXCL1は創傷治癒や腫瘍形成過程にも関与している。

## がんにおける役割
CXCL1は血管新生と動脈形成に関係しており、腫瘍のプログレッションの過程で作用していることも示されている。乳がん、胃がん、大腸がん、肺がんなどさまざまな腫瘍の発生におけるCXCL1の役割がいくつかの研究で記載されている。また、CXCL1はヒトメラノーマ細胞から分泌されて分裂促進因子としての作用を持ち、メラノーマの病因への関与が示唆されている。

## 神経系と感作における役割
CXCL1はオリゴデンドロサイト前駆細胞の遊走を阻害することで、脊髄の発生に関与している。CXCL1の受容体であるCXCR2は脳と脊髄において神経細胞とオリゴデンドロサイトで発現しており、またアルツハイマー病、多発性硬化症、脳損傷などの中枢神経系の病理過程においてはミクログリアでも発現している。マウスにおける初期の研究では、CXCL1は多発性硬化症の重症度を低下させることが示されており、神経保護機能を持つ可能性がある。一方、末梢においてはCXCL1はプロスタグランジンの放出に寄与して痛覚に対する感受性を高め、組織への好中球のリクルートを介して侵害受容感作を駆動する。ERK1/ERK2キナーゼのリン酸化とNMDA受容体の活性化は、c-FosやCOX-2など慢性疼痛を誘発する遺伝子の転写をもたらす。